# Sharelook
Sharelook ist ein deutscher Anbieter von Internetportalen und Webverzeichnissen.

## Geschichte
Der Name Sharelook wurde abgeleitet vom englischen Wort share für Teilen und look für Blick, also geteilter Blick. Sharelook wurde von Michael Vlatten, Joachim Baxmann und Andre Buchloh in Dortmund gegründet, und nahm im August 1996 den Betrieb auf. Es zählt zu den Pionieren unter den deutschsprachigen Webverzeichnissen. Heute ist das Unternehmen in Hamburg ansässig. Alleiniger Geschäftsführer der Sharelook Internet Services GmbH, Hamburg war 2008 Andre Buchloh. Die Sharelook Internet Kommunikations- und Marketing Beteiligungs GmbH in Dortmund hatte 2008 zwei Geschäftsführer: Andre Buchloh und Patricia Vlatten.
Sharelook entwickelte sich im Laufe der Zeit zu einem Internetportal. Dabei wurden Einträge redaktionell bearbeitet. Ergänzt wurde das Angebot von Zusatzangeboten wie zum Beispiel Regionalkatalogen wie Sharelook Berlin oder Spezialkatalogen wie Sharelook Film.
Das Unternehmen agierte zwischenzeitlich europaweit und finanzierte sich aus Werbung auf seinen Seiten, Contentlizenzierung an Dritte und teilweise Gebühren für die Aufnahme in die Webverzeichnisse. Lizenzpartner sind u. a. Lycos und Apollo7.de.
Seit 2020 ist die Sharelook-Webseite nicht mehr online.